# Canavalia
Genre
Classification APG III (2009)
Canavalia est un genre de plantes à fleurs de la grande famille des Fabaceae. Il comprend de 70 à 75 espèces d’origine tropicale ou subtropicale, la plupart américaines. Ce sont des lianes ligneuses ou des herbes pérennes, rampantes ou volubiles, aux feuilles trifoliolées-pennées et aux fleurs semblables à celles du pois.

## Liste d'espèces
Selon ILDIS (2005)[réf. nécessaire] :
- Canavalia acuminata Rose
- Canavalia africana Dunn

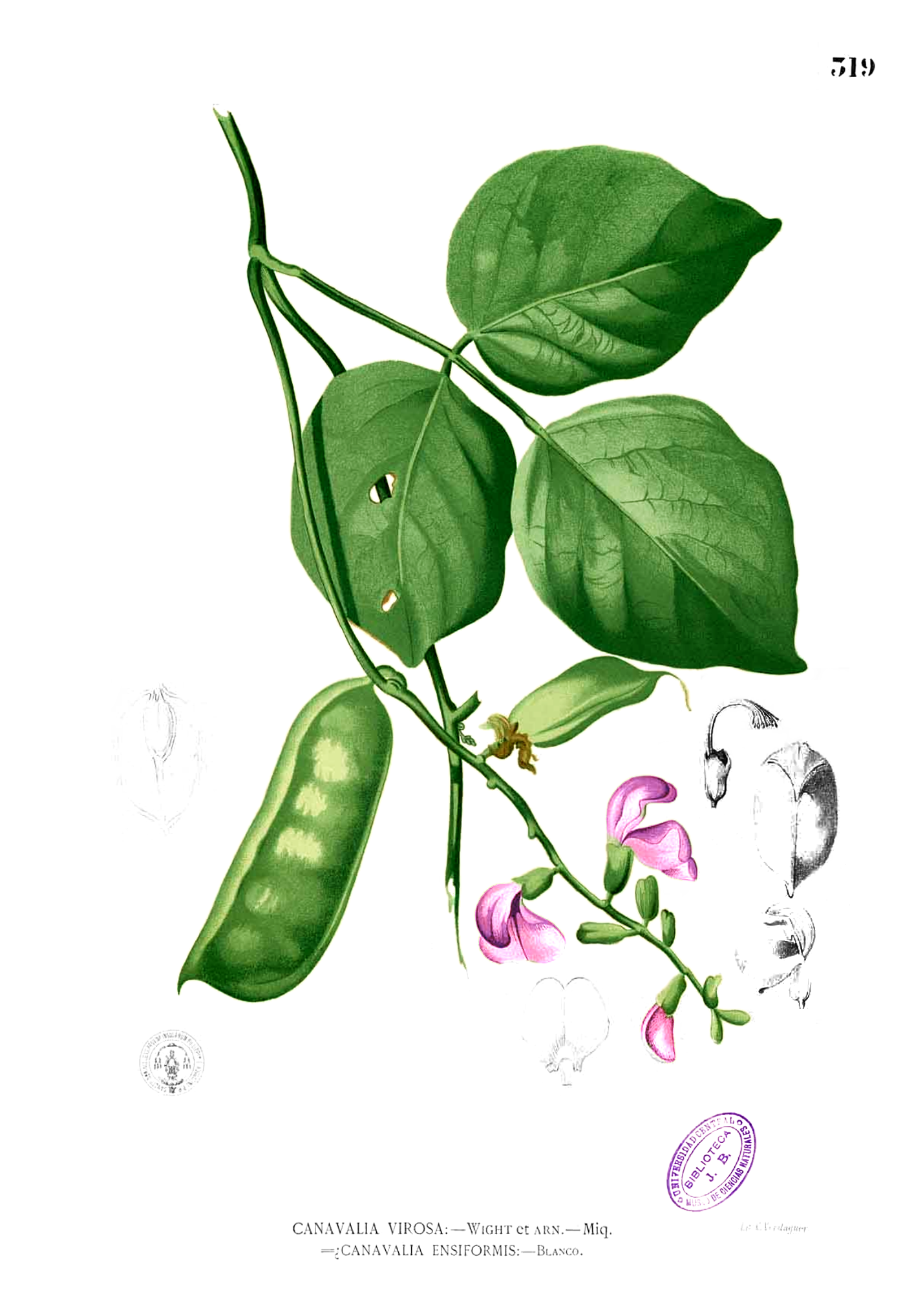
Illustration de Canavalia cathartica. Francisco Manuel Blanco, Flora de Filipinas, etc (1880-1883)

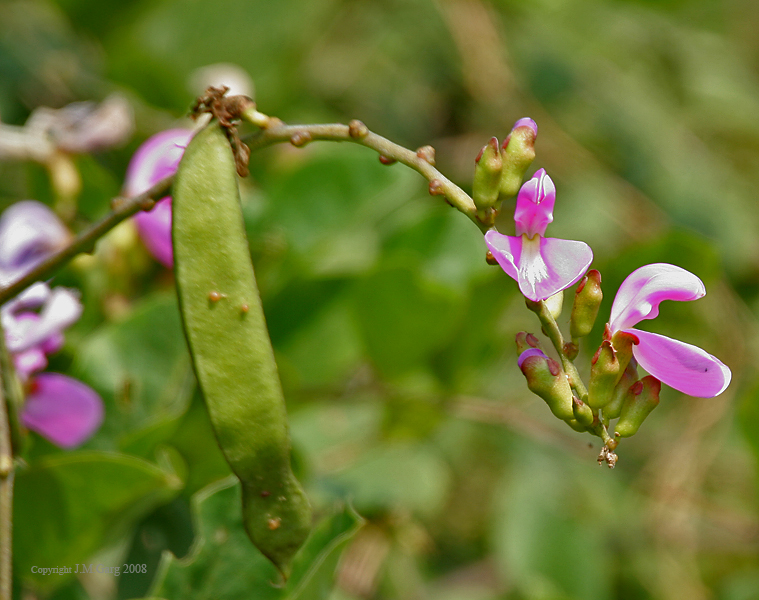
Canavalia lineata à Kawal Wildlife Sanctuary, Inde.

- Canavalia altipendula (Piper) Standl.
- Canavalia aurita J.D. Sauer
- Canavalia bicarinata Standl.
- Canavalia boliviana Piper
- Canavalia bonariensis Lindl.
- Canavalia brasiliensis Mart. ex Benth.
- Canavalia campylocarpa Piper
- Canavalia cathartica Thouars
- Canavalia centralis St. John
- Canavalia concinna J.D.Sauer
- Canavalia dictyota Piper – disputé
- Canavalia dolichothyrsa G.P. Lewis
- Canavalia dura J.D. Sauer
- Canavalia ensiformis (L.) DC. — Pois sabre
- Canavalia eurycarpa Piper
- Canavalia forbesii St. John
- Canavalia galeata Gaudich.
- Canavalia glabra (M. Martens & Galeotti) J.D.Sauer
- Canavalia gladiata (Jacq.) DC. — Pois sabre
- Canavalia grandiflora Benth.
- Canavalia haleakalaensis St. John
- Canavalia hawaiiensis O. & I.Deg. & J.D.Sauer
- Canavalia hirsutissima J.D. Sauer
- Canavalia iaoensis St. John
- Canavalia kauaiensis J.D.Sauer
- Canavalia kauensis St. John
- Canavalia lineata (Thunb.) DC.
- Canavalia macrobotrys Merr.
- Canavalia macropleura Piper
- Canavalia madagascariensis J.D.Sauer
- Canavalia makahaensis St. John
- Canavalia mattogrossensis (Barb. Rodr.) Malme
- Canavalia matudae J.D. Sauer
- Canavalia microsperma Urb.
- Canavalia mollis Wight & Arn.
- Canavalia molokaiensis O. Deg., I. Deg. & Sauer
- Canavalia munroi (O. & I.Deg.) St. John
- Canavalia napaliensis H. St. John
- Canavalia nitida (Cav.) Piper
- Canavalia nualoloensis St. John
- Canavalia obidensis Ducke
- Canavalia oxyphylla Standl. & L.O. Williams
- Canavalia palmeri (Piper) Standl.
- Canavalia papuana Merr. & L.M. Perry
- Canavalia parviflora Benth.
- Canavalia peninsularis St. John
- Canavalia picta Benth.
- Canavalia piperi Killip & J.F. Macbr.
- Canavalia plagiosperma Piper
- Canavalia pubescens Hook. & Arn.
- Canavalia raiateensis J.W. Moore
- Canavalia ramosii J.D. Sauer
- Canavalia regalis Piper & Dunn
- Canavalia rockii St. John
- Canavalia rosea (Sw.) DC. — Pois bord-de-mer, Haricot-plage
- Canavalia rutilans DC. – disputé
- Canavalia sanguinea St. John
- Canavalia saueri Fantz
- Canavalia septentrionalis J.D. Sauer
- Canavalia sericea A. Gray
- Canavalia sericophylla Ducke
- Canavalia stenophylla St. John
- Canavalia villosa Benth.